# José Ilan
José Ilan Reznik (Rio de Janeiro, 25 de dezembro de 1970), conhecido como José Ilan, é um jornalista brasileiro, ex-apresentador do Central Fox, do canal por assinatura Fox Sports Brasil.

## Carreira
Depois de um breve começo em 1990 no Sistema Jornal do Brasil de rádio, ingressou no mesmo ano como repórter da Super Rádio Tupi (RJ), na equipe liderada à época pelo narrador Luiz Penido. Fazia cobertura diária de times cariocas para o programa Giro Esportivo, com apresentação de Eraldo Leite.
Migrou para a televisão em 1993, na TV Globo, onde no ano seguinte estreou como repórter no programa Globo Esporte. Em 1995 foi contratado pela TV Manchete, onde foi repórter especial nas coberturas da Olimpíada 1996 (Atlanta) e Copa do Mundo 1998 (França), na equipe comandada por Alberto Léo. Também na emissora da Rua do Russel, apresentou o bloco esportivo do Jornal da Manchete, ao lado de Márcia Peltier. 
Em 1999 regressou à TV Globo, onde ficou como repórter até 2008. Neste período, participou de coberturas diversas em eventos no Esporte Espetacular, e fez reportagens para os telejornais Bom Dia Brasil, RJTV, Globo Esporte e Jornal Nacional, sendo habitual repórter de campo em transmissões de futebol da emissora. Esteve em 5 finais de Copa Libertadores e trabalhou com narradores como Galvão Bueno, Cléber Machado e Luis Roberto. Em 2008, ainda na TV Globo, passou a integrar a equipe do Globoesporte.com, como Editor-Executivo. No site, cobriu na África do Sul a Copa de 2010, criou o Blog Ilan House e tornou-se debatedor eventual do programa Redação Sportv, do canal Sportv.
Em 2012 foi convidado pelo Fox Sports, como um dos destaques para a primeira equipe da emissora no Brasil. Como editor-chefe, desenvolveu e passou a apresentar o principal jornalístico do canal, o Central Fox. A partir do fim de 2012, ganhou a companhia na bancada do comentarista Renato Maurício Prado, que a partir de 2014 foi ampliada com as presenças de Mauro Beting e Marina Ferrari. Na Copa de 2014 no Brasil, Ilan foi um dos apresentadores principais do Fox Sports na cobertura. 
Desde o começo de 2016, foi apresentador da segunda edição do Central Fox. Saiu do programa no fim de 2020, devido a união da ESPN com a Fox Sports pela Disney. Trabalha com um canal no YouTube, ao lado de seu antigo companheiro de bancada Renato Mauricio Prado, chamado "Ilan e Renato", desde fevereiro de 2021.